# 48시간 2
《48시간 2》(영어: Another 48 Hrs.)는 미국에서 제작된 월터 힐 감독의 1990년 버디 경찰 액션 코미디 영화이다. 《48시간》(1982)의 속편이다. 에디 머피, 닉 놀티가 전편에 이어 출연하였고, 로런스 고든 등이 제작에 참여하였다.

## 출연진
- 에디 머피
- 닉 놀티
- 브라이언 제임스
- 케빈 타이
- 에드 오로스
- 앤드루 디보프
- 버니 케이시
- 테드 마클런드
- 티샤 캠벨
- 펄리스 올랜디
- 키튼 나티비다드

## 기타 제작진
- 공동 제작: D. 콘스턴틴 콘티
- 배역: 재키 버치
- 미술: 조지프 C. 네멕 3세
- 의상: 댄 무어

## 우리말 녹음
SBS 성우진 (1997년 9월 8일)
- 신성호 - 잭(닉 놀티)
- 이인성 - 레지(에디 머피)
- 이영달
- 김병관
- 탁원제
- 한상혁
- 강연숙
- 이종오
- 김준
- 장승길
- 강구한
- 최병상
- 김강산
- 박홍식
- 최향윤
- 서광재
- 이용순
- 이윤정